# گنجشک راه‌راه
گنجشک راه‌راه (نام علمی: Oriturus superciliosus) نام یک گونه از تیره زردپره‌ایان است.